# Julián González Salomón
Julián González, apodado Salomón (Buenos Aires, ca. 1790 - 1848), comerciante y político argentino, conocido como presidente de la Sociedad Popular Restauradora, que brindó apoyo a la política del gobernador Juan Manuel de Rosas, y cuyo brazo armado fue la Mazorca.

## Biografía
Nacido en Buenos Aires, hijo de un español, heredó la pulpería de su padre — ubicada en la esquina de las actuales calles Corrientes y Cerrito — junto con su hermano Genaro, a quien apodaban “Salomón”. Éste fue un activo capitán de milicias urbanas, con influencia política, durante la segunda década de 1810. Durante esa década, Julián parece haber sido un dependiente de éste.
Su hermano participó en la revuelta dirigida por el coronel Manuel Pagola el 1 de octubre de 1820, que fue sangrientamente reprimida el día 5, por tropas dirigidas por el coronel Juan Manuel de Rosas. Fue el único oficial de esa revuelta ejecutado como resultado de la derrota.
Durante los años siguientes, Julián se hizo cargo de la pulpería heredada de su hermano, y heredó también el sobrenombre de éste, que agregó al final de su nombre, como si fuera un segundo apellido. Perteneció al partido federal, y movilizó gente en manifestaciones y elecciones, en apoyo a Manuel Dorrego. Pertenecía a la clase media urbana, no profesional, que se identificaba mayormente con el federalismo.
Cuando Dorrego fue fusilado por el general Juan Lavalle, dirigió algunos grupos de simpatizantes con aquel, que se pasaron a las filas de Rosas, durante el sitio que impuso a la ciudad de Buenos Aires. Figuró como capitán de caballería, pero es improbable que haya combatido como tal, dada su figura obesa.  Posteriormente se le reconoció el grado de coronel.

## La Sociedad Popular Restauradora
En 1832 fue uno de los miembros fundadores de la Sociedad Popular Restauradora —mayormente de miembros de la clase media comerciante o artesana— que apoyaba al gobernador saliente, Rosas. Estaba formada por casi 200 miembros, y algunos meses después de su fundador nombró su presidente a Julián González Salomón.
Se dedicaban a la acción política y el proselitismo. Sus actividades preferidas eran las reuniones de votantes para las listas electorales de éste, y el repudio en la vía pública de sus opositores. La Sociedad se dedicó también a exaltar la figura de Rosas, y organizaba reuniones públicas y manifestaciones en la calle, paseando el retrato del gobernador y convidando a la gente común con asado y vino. De esa manera lograron mantener por mucho tiempo la figura del gobernador en el centro de la escena política, excluyendo todo otro personaje.
Desde la Revolución de los Restauradores, de 1833, apareció paralelamente a la Sociedad un grupo —en realidad, dos grupos separados pero muy parecidos en su accionar— dirigido por Silverio Badía y Ciriaco Cuitiño, dos comisarios de policía, que actuaban preferentemente contra los opositores a Rosas, y que desde entonces operaron por fuera de la jerarquía policial. Con el paso del tiempo, la Sociedad Popular Restauradora se dedicó a financiar y organizar las acciones públicas de la Mazorca, que en sus acciones más violentas actuó por su cuenta. En suma, la Mazorca era el brazo armado de la Sociedad.
González Salomón se destacó en la organización de dos manifestaciones gigantescas: la del sepelio de la esposa de Rosas, Encarnación Ezcurra, y la del repudio a un intento de asesinar al gobernador en un atentado con una curiosa máquina, llamada popularmente la “máquina infernal”. En ese período recibió la adhesión – e incluso la afiliación a la Sociedad – de muchos personajes notables, entre los que se destacaron varios de clase alta – sobre todo estancieros – y militares de alta graduación.

## El terrorismo en tiempos de Rosas
Durante el avance de Lavalle contra la ciudad, en 1840, Rosas prohibió toda manifestación pública contra los enemigos del régimen. Se supone que fue justamente por eso que, cuando Lavalle comenzó su retirada, la Mazorca quedó fuera de control y asesinó a una veintena de ciudadanos – no a miles, como acusarían más tarde sus opositores – y atacaron, destruyeron y saquearon centenares de casas de opositores. En cuanto Rosas ordenó que cesaran los disturbios, las calles volvieron a ser territorio de las manifestaciones de la Sociedad, y la Mazorca cesó por completo sus ataques.
El mismo proceso se repitió durante dos semanas en 1842, costando la vida de otras veinte personas. 
Los historiadores opositores a Rosas, desde José Mármol y José Rivera Indarte hasta muchos actuales, acusaron a la Sociedad Popular Restauradora y a su presidente de toda clase de atentados, bajezas y brutalidad. Parece demostrado que eso es falso. Por su parte, la Mazorca cometió toda clase de crímenes, pero estos se concentraron en pocos períodos, y el resto del tiempo se mantuvo relativamente inactiva. Sobre todo, los números de víctimas que se han manejado fueron exageraciones de uso político.
El novelista Eduardo Gutiérrez afirmó de él que fue una persona de sentimientos humanitarios, que más de una vez salvó la vida a opositores de Rosas.
González Salomón falleció en Buenos Aires en 1848. La Sociedad parece haberse desactivado casi por completo desde entonces, e incluso la Mazorca casi no apareció públicamente en adelante.